# Niels Foss (kapelmester)
 Der er flere personer med dette navn, se Niels Foss.
Niels Hartvig Foss (født 28. januar 1916 i København, død 28. november 2014 i Zürich, Schweiz) var en dansk jazz-bassist og tidligere kapelmester.
Foss, der var søn af organist Julius Foss, blev professionel i 1933 som guitarist i Svend Asmussens første kvartet. Allerede året efter skiftede han instrument til fordel for bassen og spillede hos Vilfred Kjær, mens han modtog undervisning af Erik Hansen.
Samarbejdet med Asmussen var ophørt i 1934, men blev genoptaget 1935-1936. I 1940'erne indledte han i stedet et samarbejde med Richard Stangerup og Gerda Neumann, og i 1942 udgav han Præludium i C sammen med pianisten og komponisten Børge Roger-Henrichsen. Samtidig deltog han i flere swing-grupper, primært Shortwave Band og Scala. Han spillede i slutningen af 1940'erne sammen med basunisten Peter Rasmussen og turnerede i Europa. Foss blev i 1950 tilbudt at spille hos Duke Ellington, men takkede nej.
I dag regnes Foss for at høre til 1940'ernes førende jazzmusikere. Han var med til at udvikle jazzbassen i Danmark og banede dermed vejen for navne som Niels Henning Ørsted Pedersen, Erik Moseholm og Jesper Lundgaard.
Fra 1954 boede og arbejdede Niels Foss i Sverige, men siden 1957 boede han i Zürich i Schweiz, hvor han arbejdede som musikpædagog.

## Filmografi
- Cocktail (1957)